# Херман-Хайнрих Бехренд
Херман-Хайнрих Бехренд (на немски: Hermann-Heinrich Behrend) (1898 – 1987) е бивш немски генерал-майор, служещ по време на Втората световна война.
На 8 май 1945 г. Бехренд е пленен от британците и е освободен през 15 май 1947 г. На 19 юни 1987 г. той умира в Зольтау

## Награди
- Железен кръст (1914 г.)
  - II степен (9 юни 1917 г.)
  - I степен (4 ноември 1918 г.)
- Значка за раняване – черна (1914 г.)
- Кръст за военни заслуги на графство Мекленбург-Шверин – II степен (2 януари 1918 г.)
- Кръст на честта (21 януари 1935 г.)
- Пръчици към Железния кръст
  - II степен (12 май 1940 г.)
  - I степен – (10 юни 1940 г.)
- Медал Източен фронт (29 юли 1942 г.)
- Пехотна щурмова значка – сребърна (20 април 1943 г.)
- Значка за раняване – златна (2 февруари 1944 г.)
- Рицарски кръст с дъбови листа и мечове
  - Носител на Рицарски кръст (15 юли 1941 г.)
  - Носител на дъбови листа №421 (6 март 1944 г.)
  - Носител на мечове №148 (26 април 1945 г.)